# Ilha do Rijo
Ilha do Rijo är en ö i Brasilien.   Den ligger i delstaten Rio de Janeiro, i den sydöstra delen av landet, 900 km sydost om huvudstaden Brasília.
Runt Ilha do Rijo är det i huvudsak tätbebyggt. Runt Ilha do Rijo är det mycket tätbefolkat, med 5 021 invånare per kvadratkilometer.